# 米村明
米村 明（よねむら あきら、1959年8月6日 - ）は、熊本県八代市出身の元プロ野球選手（投手）。
現役引退後は中日ドラゴンズのスカウトを務めていた。
ロサンゼルスオリンピック野球の金メダリスト。

## 来歴・人物
PL学園高では1976年、2年生の時に、中村誠治（早大－日産自動車）の控え投手として夏の甲子園府予選決勝に進む。この試合では先発を任され、山田勉、山村勝彦らのいた大鉄高を降して夏の甲子園に出場を決める。大会では順調に勝ち進み、エース酒井圭一を擁する海星高との準決勝ではリリーフで甲子園初登板、また延長11回には決勝点となる大きな左犠飛を放った。チームは決勝で桜美林高に延長11回サヨナラ負け、準優勝。新チームとなった同年の秋季近畿大会では、1年下の木戸克彦とバッテリーを組みエースとして府予選準決勝に進むが、大鉄高の前田友行（阪神）に抑えられ惜敗。翌1977年夏も府予選準決勝で北陽高に敗退し、甲子園には届かなかった。
中央大へ進学し、東都大学リーグでは香坂英典との二本柱で1979年春季リーグに優勝。リーグ通算60試合登板し、17勝21敗、防御率2.86、230奪三振。大学同期に尾上旭がいる。
卒業後は河合楽器に入社。1982年の都市対抗に日本楽器の補強選手として出場。1983年にはベーブルース杯で優勝。河合楽器は同年の都市対抗にも出場するが米村の出番はなかった。1984年ロサンゼルスオリンピック日本代表に選出され、金メダル獲得に貢献する。同年の日本・キューバ国際野球大会でも日本代表。1984年のプロ野球ドラフト会議で中日から5位指名を受け入団。
2年目の1986年に頭角を現し29試合に登板、パームボールを武器に主に中継ぎで活躍する。8月23日には初打席初本塁打も放ち、自身の初勝利に花を添えている。抑えの牛島の不調時には代役を務めることもあった。1987年の巨人戦で初先発勝利を挙げたが、この試合は当初は曽田康二が先発予定だった。曽田は前の先発の大洋戦で好投し、星野監督から「これなら巨人戦でも通用する」とコメントされていた。しかし試合直前に肩痛から登板回避となり、急遽、米村の登板となった。緊急登板だったが得意のパームボールで前半は無難にこなし、味方の援護もありリードして勝ち投手の権利を得た。しかし、ゲーム終盤に一打逆転の場面で全盛期だった吉村禎章を迎えるピンチとなった（この年吉村は3割＆30本塁打を達成した年だった）。解説だった元中日監督の近藤貞雄は、「握力が落ちて来てますね。パームが落ちなくなってきましたから。ここは危ないですよ」とコメントした。吉村に粘られ投げる球に窮したかに見えた時、近藤は「ストレートはストライクゾーンには投げてきませんから」と解説した。実際、米村はストレートは外角のボールコースに捨て球として投げることがほとんどだった。その直後、米村は真ん中高めのストレートを選択、変化球を待っていた吉村は振り遅れて三振した。近藤は、「これは私も驚きました。吉村も驚いたでしょう。バッテリーの作戦勝ちですね」とコメントした。この危機を乗り越えて米村は巨人相手に初完投勝利を飾ることとなった。翌日のスポーツ新聞では「龍の孝行息子」の見出しで報道された。1988年にはローテーションの谷間で12試合に先発し7勝あげ同年のリーグ優勝に貢献、8月3日には対大洋16回戦で毎回被安打(10安打)ながら完封勝利をあげている。1991年に現役引退。
1992年から10年間サブマネージャー兼打撃投手を務め、2001年にスカウトに転身、2018年からアマスカウトチーフを務める。吉見一起、大島洋平、大野雄大、根尾昂を担当した。2023年オフに退団。

## 詳細情報

### 年度別投手成績
| 年 度     | 球 団     | 登 板 | 先 発 | 完 投 | 完 封 | 無 四 球 | 勝 利 | 敗 戦 | セ 丨 ブ | ホ 丨 ル ド | 勝 率 | 打 者 | 投 球 回 | 被 安 打 | 被 本 塁 打 | 与 四 球 | 敬 遠 | 与 死 球 | 奪 三 振 | 暴 投 | ボ 丨 ク | 失 点 | 自 責 点 | 防 御 率 | W H I P |
| --------- | --------- | ----- | ----- | ----- | ----- | -------- | ----- | ----- | -------- | ----------- | ----- | ----- | -------- | -------- | ----------- | -------- | ----- | -------- | -------- | ----- | -------- | ----- | -------- | -------- | ------- |
| 1985      | 中日      | 10    | 0     | 0     | 0     | 0        | 0     | 0     | 0        | --          | ----  | 28    | 5.0      | 13       | 1           | 2        | 0     | 0        | 4        | 0     | 0        | 7     | 7        | 12.60    | 3.00    |
| 1986      | 中日      | 29    | 1     | 0     | 0     | 0        | 1     | 1     | 0        | --          | .500  | 237   | 61.0     | 49       | 1           | 13       | 0     | 0        | 44       | 2     | 1        | 16    | 15       | 2.21     | 1.02    |
| 1987      | 中日      | 21    | 5     | 2     | 1     | 0        | 4     | 2     | 0        | --          | .667  | 217   | 56.1     | 44       | 7           | 10       | 0     | 1        | 41       | 1     | 0        | 15    | 15       | 2.40     | 0.96    |
| 1988      | 中日      | 30    | 12    | 1     | 1     | 0        | 7     | 4     | 0        | --          | .636  | 339   | 77.1     | 95       | 9           | 18       | 2     | 4        | 38       | 2     | 0        | 31    | 29       | 3.38     | 1.46    |
| 1989      | 中日      | 25    | 5     | 0     | 0     | 0        | 2     | 2     | 0        | --          | .500  | 182   | 37.0     | 53       | 3           | 20       | 2     | 0        | 21       | 0     | 0        | 30    | 27       | 6.57     | 1.97    |
| 1990      | 中日      | 14    | 1     | 0     | 0     | 0        | 0     | 0     | 0        | --          | ----  | 83    | 18.2     | 23       | 1           | 5        | 0     | 0        | 14       | 0     | 0        | 15    | 14       | 6.75     | 1.50    |
| 1991      | 中日      | 1     | 0     | 0     | 0     | 0        | 0     | 0     | 0        | --          | ----  | 1     | 0.1      | 0        | 0           | 0        | 0     | 0        | 0        | 0     | 0        | 0     | 0        | 0.00     | 0.00    |
| 通算：7年 | 通算：7年 | 130   | 24    | 3     | 2     | 0        | 14    | 9     | 0        | --          | .609  | 1087  | 255.2    | 277      | 22          | 68       | 4     | 5        | 162      | 5     | 1        | 114   | 107      | 3.77     | 1.35    |

- 各年度の太字はリーグ最高

### 記録
投手記録
- 初登板：1985年5月26日、対阪神タイガース8回戦（阪神甲子園球場）、3回裏2死に3番手で救援登板、1/3回無失点
- 初奪三振：1985年6月1日、対阪神タイガース9回戦（ナゴヤ球場）、9回表にランディ・バースから
- 初勝利：1986年8月23日、対ヤクルトスワローズ19回戦（明治神宮野球場）、7回裏に2番手で救援登板・完了、3回無失点
- 初先発：1986年10月5日、対広島東洋カープ24回戦（広島市民球場）、5回3失点で敗戦投手
- 初先発勝利・初完投勝利：1987年6月10日、対読売ジャイアンツ11回戦（平和台野球場）、9回3失点
- 初完封：1987年7月9日、対阪神タイガース15回戦（石川県立野球場）
- 毎回被安打で完封勝利：1988年8月3日、対横浜大洋ホエールズ16回戦（ナゴヤ球場）　※史上初（継投では1例あり）

打撃記録
- 初打席・初安打・初本塁打・初打点：1986年8月23日、対ヤクルトスワローズ19回戦（明治神宮野球場）、9回表に阿井英二郎から左越ソロ　※史上21人目（投手史上3人目）

### 背番号
- 19 （1985年 - 1991年）
- 119 （1992年 - 2001年）